# Kay E. Kuter
Kay Edwin Emmert Kuter (25 de abril de 1925 – 12 de novembro de 2003) foi um ator americano que apareceu na televisão e em filmes. Ele é mais conhecido por seu papel como o fazendeiro Newt Kiley nos seriados da CBS Green Acres e Petticoat Junction, que compartilhavam vários personagens.
Filho do famoso diretor de arte de Hollywood Leo K. Kuter e da atriz de cinema mudo Evelyn Edler, Kuter nasceu em Los Angeles, Califórnia. Ele atuou principalmente como um ator sério ou "pesado" em muitas séries dos anos 1960, muitas vezes com barba, antes de assumir o papel recorrente nas duas séries de comédia.
Ele apareceu em muitos filmes, incluindo The Last Starfighter como Enduran, Warlock e Gross Anatomy. Seu último papel no cinema foi no filme Forbidden Warrior, de 2004 . Ele também forneceu dublagem para filmes infantis, incluindo a voz do Papai Noel em Annabelle's Wish e a voz de Grimsby em The Little Mermaid II: Return to the Sea, substituindo Ben Wright, que morreu em 1989. Em seus últimos anos, ele fez extensa dublagem em videogames, incluindo interpretar o bartender Griswold Goodsoup em The Curse of Monkey Island e Dockmaster Velasco/o crupiê de cassino em Grim Fandango, ambos jogos bem conhecidos da LucasArts Adventure da década de 1990. Ele provavelmente era mais conhecido pelos fãs de videogame como Werner Huber em The Beast Within: A Gabriel Knight Mystery. Ele foi a voz dos comerciais de "Hershey's Kisses" por 14 anos.
Ele fez aparições especiais em muitas séries de televisão, incluindo The Rifleman, Bonanza, Perry Mason, Gunsmoke, Beyond Belief: Fact or Fiction como Anatole Guttenoff no décimo segundo episódio da terceira temporada, Star Trek: The Next Generation como Cytherian na temporada quatro episódios "The Nth Degree", e em Star Trek: Deep Space Nine como o Bajoran Sirah no episódio da primeira temporada "The Storyteller". Ele também apareceu em ER, no episódio "Happily Ever After" de Charmed, no episódio "The Premonition" de Outer Limits como um "Ser Limbo" capturado no tempo, em Seinfeld como o padre ortodoxo letão, no episódio de The X-Files "The Calusari" como o chefe Calusari, e Frasier como um vagabundo que quer um beijo de Martin Crane.

## Morte
Kuter morreu em 12 de novembro de 2003, de complicações pulmonares no St. Joseph's Hospital em Burbank, Califórnia, aos 78 anos. Sua morte ocorreu apenas quatro meses após a morte de sua mãe, Evelyn, aos 103 anos. Ele deixou sua irmã, Jeane Kuter Harvey e uma família extensa. Ele foi enterrado no Forest Lawn - Hollywood Hills Cemetery.

## Filmografia
- Sabrina (1954) - Ernest - dono de casa (sem créditos)
- Drum Beat (1954) - Soldado Veterano (sem créditos)
- Désirée (1954) - Lacaio (sem créditos)
- City of Shadows (1955) - Bartender Kink
- The Cobweb (1955) - Paciente (sem créditos)
- Guys and Dolls (1955) - Calvin
- The Steel Jungle (1956) - Stringbean
- The Mole People (1956) - Padre (sem créditos)
- The True Story of Jesse James (1957) - Flamengo (sem créditos)
- Designing Woman (1957) - Balconista de hotel (sem créditos)
- Under Fire (1957) - Pvt. Arnold Swanson (sem créditos)
- The Light in the Forest (1958) - Violinista (sem créditos)
- The FBI Story (1959) - Barbeiro (sem créditos)
- The Big Night (1960) - Carteiro
- Mary Poppins (1964) - Homem no banco (sem créditos)
- A Time for Killing (1967) - Owelson
- The Virginian (1969) 8ª temporada episódio 05 (The Runaway) - Jonah Sills
- The Virginian (1970) 9ª temporada, episódio 10 (Experiment at new life) : Will
- Watermelon Man (1970) - Dr. Wainwright
- An Enemy of the People (1978)
- The Last Starfighter (1984) - Embaixador Enduran
- Zombie High (1987) - Dean Eisner
- Frankenstein General Hospital (1988) - Larry
- Warlock (1989) - Inspetor
- Gross Anatomy (1989) - Professor Conferencista
- Star Trek: The Next Generation (1991, série de TV) - Cytherian (T4:E19 "The Nth Degree")
- Love Field (1992) - Locutor (voz)
- The Seventh Coin (1993) - Professor Walker
- Star Trek: Deep Space Nine (1993, série de TV) - Sirah (T1:E13 "The Storyteller")
- Seinfeld (1993, série de TV) - Padre mais velho (T5:E11 "The Conversion")
- Babe (1995) - Homem sentado no meio de uma multidão em julgamento de ovelhas (sem créditos)
- The X-Files (1995, série de TV) - Head Calusari (T2:E21 "The Calusari")
- Annabelle's Wish (1997) - Papai Noel (voz)
- Grim Fandango (1998) - Dockmaster Velasco (voz)
- Beyond Belief: Fact or Fiction (1999) - Anatole Guttenoff
- The Little Mermaid II: Return to the Sea (2000) - Grimsby (voz)
- The Hollywood Sign (2001) - Robbie Kant
- Grand Theft Parsons (2003) - Undertaker
- Forbidden Warrior (2005) - Yawn (último papel no cinema)